# Kitzbüheler Horn
Kitzbüheler Horn är ett berg i Österrike.   Det ligger i distriktet Kitzbühel och förbundslandet Tyrolen, i den centrala delen av landet, 300 km väster om huvudstaden Wien. Toppen på Kitzbüheler Horn är 1 996 meter över havet.
Terrängen runt Kitzbüheler Horn är kuperad norrut, men söderut är den bergig. Närmaste större samhälle är Kitzbühel, 2,9 km sydväst om Kitzbüheler Horn. 
I omgivningarna runt Kitzbüheler Horn växer i huvudsak blandskog. Runt Kitzbüheler Horn är det ganska tätbefolkat, med 52 invånare per kvadratkilometer.